# Viaduc de Nervi
Le viaduc de Nervi est un viaduc autoroutier italien, situé le long de l'autoroute A12 (route européenne E80) à proximité de la ville de Gênes.
Le viaduc de Nervi, l'un des ouvrages géants en béton de l'A12, enjambe l'étroite vallée courte et le torrent qui porte son nom. En service depuis 1966, depuis l'ouverture du tronçon Nervi-Recco à la circulation, il est le « frère cadet » du viaduc de Sori, et prédécesseur des viaducs de Bisagno et Veilino.
Ces quatre viaducs ont été construits suivant la même technique : à l'aide d'une construction provisoire en charpente appelée cintre, utile dans le cas de ponts de hauteur considérable ou avec le fond de la vallée occupé par des bâtiments. Ce système a été utilisé ici pour la première fois en Italie.
Les viaducs Sori et Nervi possèdent des caractéristiques pratiquement identiques : cent mètres de haut, trois des plus grandes piles de 6 mètres de large et 14,55 m de profondeur, chacun d'eux possèdent deux encorbellements de 35 mètres, un de chaque côté ; les deux encorbellements étant reliés par une poutre préfabriquée de 30 mètres de long. Les poutres des travées d'accès sont également préfabriquées. Le pont, unique pour les deux chaussées, mesure 19,10 mètres de large. Les deux viaducs ne diffèrent que par le fait que le Nervi a une travée d'accès de moins.

## Galerie

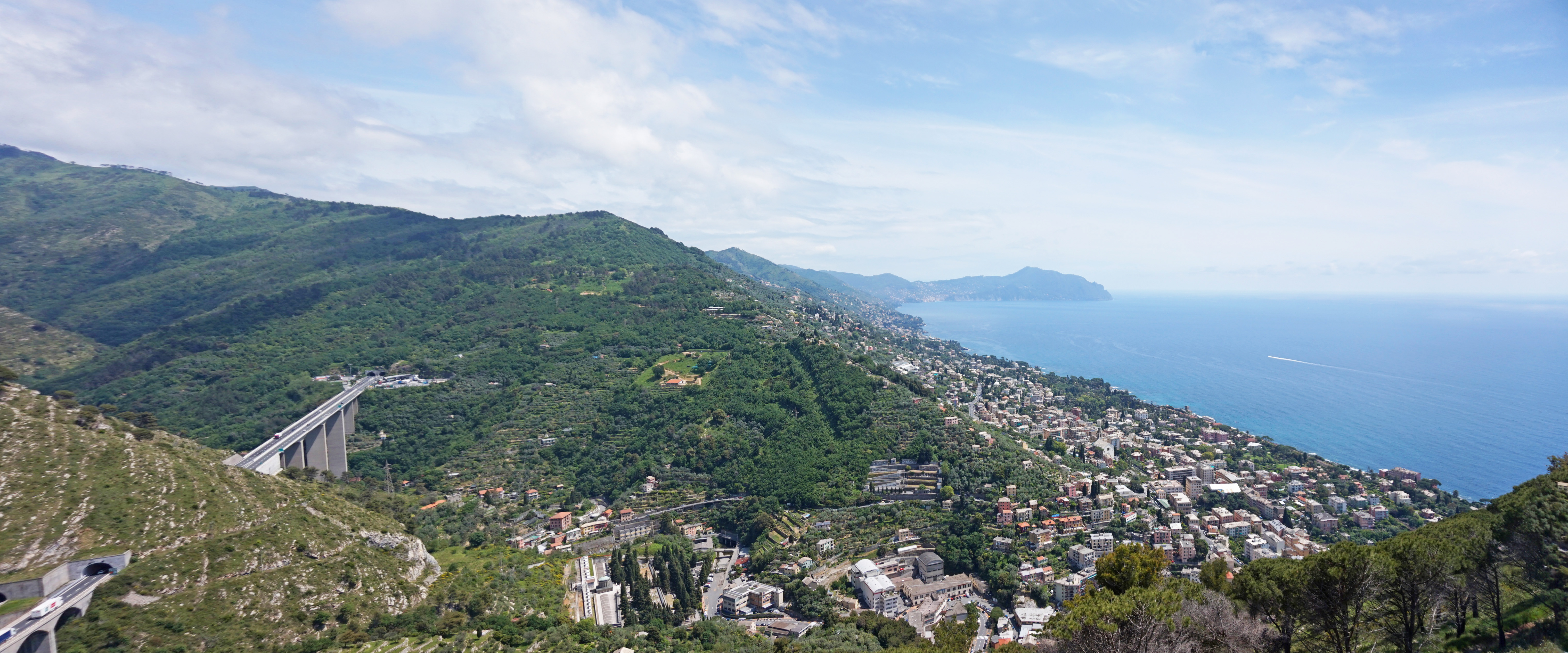
Vue d'ensemble du quartier de Nervi et du viaduc à gauche (19 mai 2015).